# Gary Stevenson
Pour les articles homonymes, voir Stevenson.
Gary Stevenson est un trader devenu YouTuber, écrivain et militant britannique, né en 1986 à Ilford (Royaume-Uni). Après une carrière au sein de Citibank, où il devient millionnaire à 23 ans, il fait une dépression et démissionne en 2014. Il décide par la suite de s'engager contre les inégalités et crée en 2020 la chaîne YouTube de vulgarisation « Garys Economics », comptabilisant plus d'un million d’abonnés début 2025, à travers laquelle il se fait connaître en critiquant les dérives du monde de la finance et les inégalités économiques.
Membre des Patriotic Millionaires, il milite pour que le gouvernement britannique taxe davantage les riches. En 2024, il sort son autobiographie The Trading Game, qui devient un best-seller au Royaume-Uni.

## Biographie

### Famille et études
Issu d'un milieu modeste et populaire, Gary Stevenson naît en 1986 à Ilford, dans la banlieue est de Londres. Fils d'un employé de poste, il a un frère aîné et un frère cadet.
Renvoyé de son lycée, il parvient à s'inscrire à la London School of Economics en 2005, où il fait des études de mathématiques et d'économie. Rencontrant des difficultés pour obtenir un stage dans le monde de la finance du fait de ses origines modestes, il finit par en décrocher un au sein de Citibank en remportant une partie de cartes — méthode de recrutement alors instaurée par la banque pour identifier des profils brillants ne venant pas de milieux favorisés.

### Travail dans le monde la finance
Gary Stevenson gravit les échelons au sein de Citibank, où il travaille en tant que trader de 2008 à 2012. Il gagne son premier million en 2010, à l'âge de 23 ans. Au cours de l'année 2011, il serait même devenu le trader le plus rentable de la banque— une affirmation cependant contestée par d'anciens collègues,. Il devient multi-millionnaire en misant sur la mauvaise santé de l'économie britannique, pariant sur le fait que « les taux d’intérêt ne remonteraient pas et que les inégalités allaient exploser »,.
Le monde de la finance le dégoute cependant de plus en plus, et il se met à avoir des scrupules. Il abandonne alors le trading et déménage à Tokyo (Japon), travaillant toujours pour Citibank. Souhaitant quitter définitivement la banque, il entre en conflit avec son employeur au sujet d'un bonus non-payé et fait une dépression sévère. Il quitte Citibanks en 2014 après avoir finalement obtenu son bonus et prend officiellement sa retraite la même année.

### Militantisme
Gary Stevenson retourne alors faire des études et effectue un Master of Philosophy en économie à Oxford, dont il estime cependant les enseignements déconnectés de la réalité économique. Puis il s'installe dans un appartement du quartier de Limehouse à Londres.
Dégouté par les dérives et l'homogénéité sociale du monde de la finance, il créé en 2020 la chaîne YouTube « Garys Economics » afin de combattre les inégalités et de vulgariser des concepts économiques. Se proclamant « économiste du peuple », il y décrypte avec un langage simple, familier et franc les politiques économiques du gouvernement britannique, les prix de l'immobilier et y critique les inégalités de revenu. Sa chaîne gagne rapidement en popularité et rassemble en 2025 plus d'un million d'abonnés. Gary Stevenson devient alors populaire, et est invité à s'exprimer sur la BBC ou à débattre avec d'anciens ministres.
Il milite notamment pour que les plus fortunés et leur patrimoine soient davantage taxés par le gouvernement. Membre des Patriotic Millionaires, il signe en 2021, aux côtés de 29 autres millionnaires, une lettre ouverte demandant à Rishi Sunak, alors ministre des Finances, de taxer davantage les riches,.
Début 2024, il sort son autobiographie The Trading Game, revenant sur son expérience à Citibank,,. Le titre est une référence au jeu de carte qu'il avait dû remporter pour obtenir son stage au sein de la banque. Le livre rejoint rapidement la liste des best-sellers au Royaume-Uni, réalisée par le Sunday Times.

## Publication
- (en) The Trading Game: A Confession, Penguin Books, 2024, 432 p. (ISBN 978-0241636602)